# Frederic Augustus I de Saxonia
Frederic Augustus I (Frederick Augustus Joseph Maria Anton Johann Nepomuk Aloys Xavier; 23 decembrie 1750 – 5 mai 1827) a fost rege al Saxoniei (1805–1827) din Casa de Wettin. De asemenea a fost Elector de Saxonia (1763–1806) sub numele Frederic Augustus al III-lea (Friedrich August III.) și Duce de Varșovia (1807–1813) sub numele Frederic Augustus I (poloneză Fryderyk August I). 

## Origini

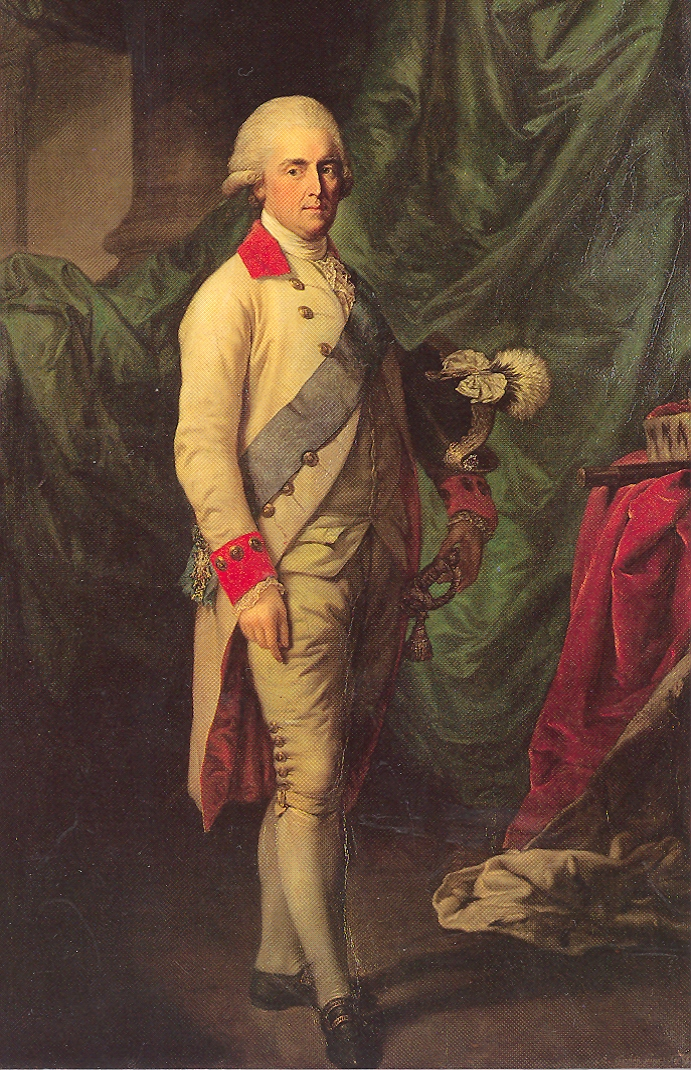
Frederic Augustus în 1795

A fost al doilea fiu (însă primul fiu supraviețuitor) al lui Frederic Christian, Elector de Saxonia și a soției acestuia, Maria Antonia de Bavaria. Pentru că el era minor în momentul decesului tatălui său în 1763, mama sa a servit ca regent până în 1768. Unchiul său, Prințul Franz Xavier, a funcționat în calitate de reprezentant al său.

## Renunțarea la tronul polonez
În 1765 Prințul Franz Xavier a cedat tronul Poloniei lui Stanisław August Poniatowski, în numele Electorului minor. Totuși, Frederic Augustus a fost numit succesor a lui Stanislaw, atunci când Constituția poloneză a fost ratificată de către Camera inferioară (Sejm) a parlamentului polonez. În același timp, șeful casei regale saxone a fost stabilit ca moștenitor la tronul Poloniei (articolul VII din Constituția poloneză). Frederic Augustus a refuzat să accepte coroana la moartea lui Stanislaw în 1798 pentru că se temea să fie în mijlocul disputelor între Austria, Prusia și Rusia, care au început împărțirea Poloniei în 1772.

## Politica externă de până la dizolvarea Sfântului Imperiu Roman
În august 1791, Frederic Augustus a aranjat o întâlnire cu împăratul Leopold al II-lea și regele Frederic Wilhelm al II-lea al Prusiei la Castelul Pillnitz, destinată parțial pentru a oferi suport pentru monarhia franceză în fața agitației revoluționare din Franța.Declarația de la Pillnitz a avertizat de posibilitatea unei acțiuni militare împotriva guvernului revoluționar francez, o provocare care a furnizat un motiv ca Franța să declare război Austriei în aprilie 1792. Frederic Augustus nu a semnat Declarația.
Saxonia nu a vrut să aibă de a face cu alianța defensivă împotriva Franței formată între Austria și Prusia. Cu toate acestea, o proclamație a Reichstag-ului Sfântului Imperiu Roman emisă în martie 1793 l-a obligat pe Frederic Augustus să ia parte. A existat o mare îngrijorare în Saxonia în aprilie 1795 când Prusia a încheiat brusc o pace separată cu Franța în scopul de a facilita o partiție din Polonia. Saxonia a renunțat la coaliția împotriva Franței în august 1796 după ce Franța a avansat spre est, în ținuturile germane. 